# Колтовские (исторический район)
Колто́вские — неофициальный исторический район Санкт-Петербурга. Расположен в западной части Петроградского острова между Пионерской (бывшая Большая Колтовская), Большой Зелениной, Корпусной улицами и набережной Адмирала Лазарева.
В 1720-х годах здесь, юго-восточнее Колтовской набережной (ныне набережная Адмирала Лазарева), находилась слобода Невского гарнизонного полка. Второе название полка — Колтовский — было связано с фамилией его командира полковника Петра Колтовского. Селение также называлось слободой Колтовского полка, Колтовской слободой или просто Колтовские.
По району получили названия восемь Колтовских улиц (до сегодняшнего дня осталась только Средняя Колтовская улица), Колтовский мост (ныне Лазаревский) и Колтовская набережная (ныне Адмирала Лазарева).